# هیده‌سابورو اوئنو
هیده‌سابورو اوئنو (انگلیسی: Hidesaburō Ueno; ۱۹ ژانویهٔ ۱۸۷۲ – ۲۱ مهٔ ۱۹۲۵) دانشمند در زمینه کشاورزی و استاد دانشگاه اهل توکیو بود. در ژاپن به عنوان صاحب و سرپرست سگ آکیتای وفادار هاچیکو معروف است.
اوئنو در ۱۹ ژانویه ۱۸۷۲ در هیسای (استان میه) (تسو، میه کنونی)، استان میه به دنیا آمد. در سال ۱۸۹۵ از بخش کشاورزی دانشگاه امپراتوری توکیو فارغ‌التحصیل شد و در همان سال برای تحصیل در رشته مهندسی کشاورزی و تحقیقات در زمینه کشاورزی وارد مقطع کارشناسی ارشد شد. او کار فارغ‌التحصیلی خود را در ۱۰ ژوئیه ۱۹۰۰ به پایان رساند و به عنوان استادیار شروع به تدریس در دانشگاه امپراتوری توکیو یا دانشگاه توکیو امروزی کرد. در سال ۱۹۰۲ دانشیار دانشگاه کشاورزی شد.
وی در راستای آموزش کارشناسان فنی در زمینه اصلاح اراضی زراعی: تحصیل در رشته مهندسی زهکشی و احیاء تلاش کرد. فناوری تعدیل مجدد زمین‌های قابل کشت برای احیای پایتخت امپراتوری، پس از زلزله بزرگ کانتو در سال ۱۹۲۳ مورد استفاده قرار گرفت.

## زندگی شخصی
اوئنو در استان میه در شهر هیسای (استان میه)، در یک خانواده سرشناس محلی به دنیا آمد. به دلیل بیماری مدت زیادی مجرد ماند و بعداً با یائه‌کو که خیلی بزرگتر از او بود هم‌خانه شد. او بچه بیولوژیکی نداشت و سگ را طوری دوست داشت که انگار بچه خودش است.
او علاقه زیادی به کار خود داشت و نه تنها در مدارس سخنرانی می‌کرد، بلکه خود به عنوان مهندس به جاهای مختلف سفر می‌کرد. او اثر بزرگی در صنعت چوب ژاپن به جا گذاشت.
شخصیت او مورد تحسین بسیاری از شاگردانش قرار داشت که تنها به مراقبت از آنها محدود نمی‌شد. این تحسین عمیق را کوبایاشی، باغبان او نیز ابراز می‌کرد.
خانواده «تسوروکو» دختر خوانده اوئنو نیز در همان عمارت زندگی می‌کردند تا اینکه اوئنو درگذشت. سالی که هاچی وارد این عمارت شد، نوه استاد به نام چاکو به دنیا آمد.

## سرپرست هاچیکو
در یازدهم نوامبر سال ۱۹۲۳، در اوداتهٔ ژاپن سگ نری از نژاد آکیتا در خانه کشاورزی به نام «سایتو یوشی‌کازو» متولد شد.
تقریباً در همان زمان، اوئنو هیده سابورو، استاد بخش کشاورزی دانشگاه امپراتوری توکیو (دانشگاه توکیو کنونی)، به دنبال یک سگ ژاپنی اصیل برای خود بود. یکی از شاگردان او در آکیتا کار می‌کرد و از طرف اوئنو سگ را از سایتو گرفت. اوئنو این سگ را در ژانویه سال ۲۰۲۴ که حدود ۵۰ روزه بود، از شاگردش هدیه گرفت. شخصی که این هدیه را داد «یوماسه چیوماتسو» (世間瀬 千代松)، شاگرد استاد اوئنو بود که در آن زمان در اداره استان آکیتا کار می‌کرد.
اوئنو که فرزندی نداشت، توله سگ را گرامی داشت و به او اجازه داد زیر تختش بخوابد و حتی با او غذا بخورد. او نام سگ را «هاچی» گذاشت؛ زیرا در هنگام ایستادن، پاهای جلویی او شکل کاراکتر کانجی 八 را می‌ساخت که در زبان ژاپنی به معنای «هشت» است. (هاچیکو یک نوع نام محبت آمیز که بعدها سگ به این نام خوانده شده‌است).
اوئنو در منطقه شیبویا-کو، توکیو زندگی می‌کرد. دانشگاهی که او در آن تدریس می‌کرد کمی از محل زندگی اش فاصله داشت و به همین جهت او مجبور بود هر روز به ایستگاه شیبویا با قطار برود تا به محل کار و تدریسش برسد. هاچی تحت مراقبت محبت آمیز اوئنو و همسرش یائه قوی شد. او شروع به همراهی اوئنو در راه رفتن به محل کار، تا ایستگاه شیبویا کرد و عصر نیز در آنجا منتظر بازگشت استادش بود.
سپس در سال ۱۹۲۵، تنها ۱۶ ماه پس از اینکه اوئنو سرپرستی هاچی را بر عهده گرفت، این دو به‌طور ناگهانی از هم جدا شدند. در ۲۱ مه، هاچی طبق معمول اوئنو را تا ایستگاه همراهی کرد، اما اندکی پس از جلسه هیئت علمی، اوئنو دچار خونریزی مغزی شد و به‌طور ناگهانی در سن ۵۳ سالگی درگذشت. هاچی عصر برای خوشامدگویی به استاد به ایستگاه رفت و پس از عدم حضور استاد به خانه بازگشت. گفته می‌شود که هاچی سه روز پس از آن از خوردن غذا امتناع کرد. از آنجایی که «یائه‌کو ساکانو» همسر اوئنو خانه‌دار بود، پس از مرگ شوهرش نتوانست خانه شان را در شیبویا حفظ کند و به خانه‌های کوچکتر و اجاره‌ای نقل مکان کرد. هاچی توسط یکی از آشنایان او که یک فروشگاه کیمونو در نیهون‌باشی توکیو اداره می‌کرد، به خانه برده شد. بعد از این حرکت، هاچی گاهی سعی می‌کرد به ایستگاه شیبویا که هشت کیلومتری با مکان زندگی‌اش فاصله داشت، بازگردد. هاچی چندین بر دست به دست شد اما هرگز از تلاش برای رفتن به ایستگاه شیبویا دست برنداشت. باغبان سابق اوئنو، «کوبایاشی کیکوزابورو»، که در نزدیکی خانه سابق اوئنو در شیبویا زندگی می‌کرد، از وضعیت اسفبار هاچی مطلع شد و حضانت سگ را بر عهده گرفت. پس از آن، هاچی هر روز صبح و عصر چه در باران و برف یا هوای صاف، به ایستگاه بازمی‌گشت، جایی که در کنار در خروجی منتظر صاحب قبلی اش اوئنو می‌ماند. به نظر می‌رسید که او برای همیشه امیدوار بود که استادش سرانجام برگردد.
سایتو هیروکی ایچی، بنیانگذار انجمن حفاظت از سگ ژاپنی، عمیقاً تحت تأثیر وفاداری هاچی قرار گرفت. او در سال ۱۹۳۲ مقاله ای برای پیشرو آساهی شیمبون امروزی نوشت و داستان سگ را بازگو کرد. از طریق نوشته‌های او، مردم در ژاپن و خارج از کشور دریافتند که هاچی چگونه صادقانه در انتظار بازگشت استاد متوفی خود به مدت هفت سال بوده‌است.
با پیر شدن و خسته شدن هاچی، و کارکنان ایستگاه نیز از او مراقبت می‌کردند، مردم از دور و اطراف ابراز نگرانی کردند. داستان او توسط روزنامه‌ها و برنامه‌های رادیویی مورد توجه قرار گرفت و با افزایش شهرت او، مردم محلی خواستار ساخت مجسمه ای به افتخار او شدند.
در سال ۱۹۳۴، داوطلبان شروع به جمع‌آوری پول برای این هدف کردند و مجسمه برنزی هاچی به ارتفاع ۱۶۲ سانتی‌متر در خارج از ورودی ایستگاه شیبویا بالای یک پایه ۱۸۰ سانتی‌متری ساخته شد. خود هاچی حتی در مراسم رونمایی از مجسمه در ۲۱ آوریل حضور داشت.
اما در سال ۱۹۳۵، با ابتلا به بیماری، ضعیف شد و در ۸ مارس در سن ۱۳ سالگی (معادل ۹۰ سال در سال‌های انسانی)، که تقریباً ۱۰ سال بیهوده منتظر استاد خود بود، درگذشت. مراسم تشییع جنازه هاچی در ۱۲ مارس برگزار شد و بقایای او در کنار قبر اوئنو در گورستان آئویاما به خاک سپرده شد. افراد زیادی از پیر و جوان برای ادای احترام آمده بودند، از جمله کارکنان ایستگاه شیبویا. سنگ قبر هاچی هنوز در کنار سنگ قبر اوئنو در گورستان آئویاما قرار دارد.

## یائه‌کو ساکانو
یائه‌کو ساکانو (Yaeko Sakano|坂野 八重子)، که بیشتر به عنوان یائه‌کو اوئنو نامیده می‌شود، یک شریک زندگی بدون ازدواج رسمی برای هیده سابورو اوئنو تا زمان مرگ او در سال ۱۹۲۵ به مدت ۱۰ سال بود. گزارش شده‌است که هاچیکو هر زمان که به ملاقات او می‌آمد، خوشحالی و محبت زیادی نسبت به او نشان می‌داد. یائه‌کو در ۳۰ آوریل ۱۹۶۱ در سن ۷۶ سالگی درگذشت و علیرغم درخواست او از اعضای خانواده‌اش برای دفن با شریک زندگی فقیدش، او را در معبدی در تایتو-کو، توکیو دورتر از قبر اوئنو به خاک سپردند. سوابق او بعداً توسط شو شیوزاوا، استاد دانشگاه توکیو در سال ۲۰۱۳، که همچنین رئیس انجمن مهندسی آبیاری، زهکشی و روستایی ژاپن بود، و مدیریت قبر اوئنو در گورستان آئویاما را بر عهده داشت، پیدا شد.
در ۱۰ نوامبر ۲۰۱۳، که ۹۰مین سالگرد تولد هاچیکو بود، شو شیوزاوا و کیتا ماتسویی، متصدی موزه یادبود مردمی و ادبی شیرانه شیبویا احساس کردند که باید یائه‌کو همراه با اوئنو و هاچیکو دفن شود. شیوزاوا همچنین به عنوان یکی از سازمان‌دهندگان درگیر ساخت مجسمه برنزی هاچیکو و اوئنو بود که بعداً در محوطه دانشگاه توکیو در هشتادمین سالگرد مرگ هاچیکو در ۹ مارس ۲۰۱۵ رونمایی شد. اگرچه موافقت انجام تغییر محل دفن را از هر دو خانواده اوئنو و ساکانو داشتند. به دلیل مقررات و بوروکراسی این فرایند دو سال طول کشید.

## مجسمه‌ها

مجسمه اوئنو و هاچیکو در ایستگاه هیسای

### ایستگاه هیسای
در منطقه هیسای شهر تسو، میه، استان میه، زادگاه اوئنو، جمع‌آوری کمک مالی با هدف نصب «مجسمه برنزی اوئنو و یک هاچی در کنار یکدیگر» برگزار شد. در نتیجه مجسمه برنزی این جفت در خروجی شرقی ایستگاه هیسای در اکتبر ۲۰۱۲ تکمیل شد و مراسم رونمایی برگزار شد.

#### پردیس دانشگاه توکیو
در ۸ مارس ۲۰۱۵ (هشتادمین سالگرد مرگ هاچی)، مجسمه برنزی استاد اوئنو و هاچی با هم به عنوان نمادی از احترام متقابل بین انسان و حیوان در پردیس دانشکده کشاورزی دانشگاه توکیو در بونکیو نصب شد.